# 동맹당
협정당 / 동맹당 / 합의당(폴란드어: Porozumienie 포로슈미에니예[*])은 폴란드의 중도우파 정당이다. 또한 현재 폴란드 하원에 8석을 보유하고 있으며, 2015-2021년에 당은 통합 우익 연합의 일원이었다..

## 역사
2017년 10월 13일, 폴란드의 정치인 고빈은 전 쿠키스15 의원과 공화당 의원 막달라나 브윈스카는 기자 회견에서 전 공화당 의원들을 포함한 새로운 정당이 창당될 것이라고 발표했다. 또한 시민 연단, 폴란드 인민당의 몇몇 의원들이 30일 새 정당의 공식 출범을 앞두고 신당에 합류했다.
신당의 11월 4일 총회에서는 신당의 이름을 동맹당으로 발표했다.

### 현재 폴란드 하원에 6석을[4][5]보유하여:
| - 야로스와프 고빈 (Jarosław Gowin) - 의장 - 스타니스와프 부고비에스 (Stanisław Bukowiec) - 이보나 미하웩 (Iwona Michałek) - 안제이 서시니에스 (Andrzej Sośnierz) - 마그달레나 스로가 (Magdalena Sroka) - 미할 브비이 (Michał Wypij) |

### 현재 폴란드 상원에 1석을[6]보유하여:
| - 유제프 사욘스 (Józef Zając) |

## 성향
동맹당의 성향은 "현대적 보수주의"를 지향하며, 강한 강조의 경제적 자유주의와 관료주의 축소를 주장한다. 사회, 문화 관계에서는 온건적이며, 지방 정부의 격려를 받고 중앙 정부의 지원을 받는다.